# Paracheiridium decaryi
Genre
Espèce
Paracheiridium decaryi, unique représentant du genre Paracheiridium, est une espèce de pseudoscorpions de la famille des Pseudochiridiidae.

## Distribution
Cette espèce est endémique de Madagascar. Elle se rencontre vers Andranoboka.

## Description
Le mâle holotype mesure 1,5 mm.

## Étymologie
Cette espèce est nommée en l'honneur de Raymond Decary.

## Publication originale
- Vachon, 1938 : Remarques sur la famille des Cheiridiidae, Chamberlin, à propos d'un nouveau genre et d'une nouvelle espèce: Paracheiridium decaryi (Arachnida Pseudoscorpionidae). Bulletin de la Société Entomologique de France, vol. 43, p. 235-241.